# Acueducto de Água de Prata
El acueducto de Água de Prata es un acueducto situado en la localidad portuguesa de Évora.
Fue inaugurado el 28 de marzo de 1537, tras seis años de obras dirigidas por el arquitecto real Francisco de Arruda. Su construcción se describe en Los lusiadas, una epopeya en verso escrita por Luís de Camões. Originalmente llevaba el agua hasta la Praça do Giraldo. Fue parcialmente reconstruido en el siglo XVII, como consecuencia de la Guerra de Restauración. Fue clasificado Monumento Nacional en 1910.

## Descripción
El material empleado en su construcción es ladrillo cubierto con una capa de yeso de gran finura y dureza. Los ladrillos están puestos horizontalmente y la mezcla puesta entre ellos los une con tanta fuerza que parecen haber sido cocidos todos juntamente. A un extremo del acueducto hay un depósito de agua, desde donde es conducida por un correspondiente número de tubos subterráneos a las fuentes públicas, cisternas y casas privadas.
Lo que más distingue al acueducto de Évora sobre otros de su especie es el castillo circular que tiene a la extremidad junto al pueblo. Es de una figura circular y su mayor circunferencia, excluyendo las columnas que le rodean, es de catorce pies en diámetro, exactamente el mismo ancho del templecito que está a la entrada del puente de Alcántara por la parte de la villa. La diferencia entre los dos es que el de Alcántara es un cuadrilongo y el de Évora circular, pero ambos están prolijamente edificados y en el mejor estado de preservación. El castillo del acueducto tiene dos cuerpos y la capilla del puente uno solo y cada uno no tiene más de una puerta, la que basta considerando el área reducida del interior. Ocho columnas rodean al castillo y pertenecen al orden dórico. En cada intercolumnio hay un nicho, excepto aquel en que está la puerta. El segundo cuerpo del castillo está decorado con pilastras jónicas entre las que hay aberturas para admitir la luz y el aire. El tope está cubierto con una cúpula hemisférica.

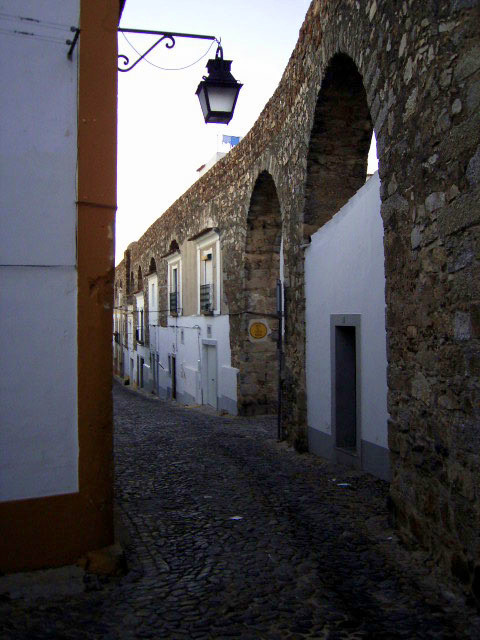
Acueducto dentro de la ciudad.